# George Canning (athlétisme)
George Canning (23 août 1889 - 17 juin 1955) fut un ancien tireur à la corde britannique. Il a participé aux Jeux olympiques de 1920 et remporta la médaille d'or avec l'équipe britannique.